# Im Zeichen des Einhorns
Im Zeichen des Einhorns ist der dritte von zehn Romanen im Fantasy-Zyklus Die Chroniken von Amber des US-amerikanischen Autors Roger Zelazny. Er wurde erstmals 1975 als Sign of the Unicorn von Doubleday veröffentlicht. Auf Deutsch wurde der Roman unter dem Titel Im Zeichen des Einhorns publiziert, der in der Übersetzung durch Thomas Schlück 1977 bei Heyne erschien. Das Buch setzt direkt mit dem vorherigen Band Die Gewehre von Avalon fort und beginnt mit einer Zusammenfassung des zweiten Bandes.
Eric ist tot und Corwin regiert Amber nun als König – aber jemand hat Caine ermordet und Corwin reingelegt. Random erzählt seinen Teil der Geschichte. Corwin beschließt, herauszufinden, was mit Brand passiert ist, der entweder vermisst oder tot ist, und beginnt zu erkennen, dass seine Besessenheit vom Thron ein zweischneidiges Schwert ist, das ihn wie seine Brüder das Leben kosten kann.

## Handlung
Corwin kehrt auf Schloß Amber zurück und bringt den Körper einer der stacheligen, blutunterlaufenen humanoiden Kreaturen zur Untersuchung mit. Diese Kreaturen hatten ihn, Random und Fiona in New York am Ende des ersten Bandes Corwin von Amber überfallen. Kurz zuvor hatte sie seinen Bruder Caine getötet. Aus Angst, dass ihm Caines Mord angehängt wurde, ruft Corwin Random herbei. Dieser klärt ihn über die Gründe auf, warum die Kreaturen ihn durch die Schatten gejagt hatten, bevor er von Corwin nach New York teleportiert wurde.
Random hatte das Leben draußen in einem Schatten, Texorami, genossen, den er als idealen Ort zum Spielen, Drachenfliegen und besonders zum Spielen Trommeln ausgewählt/erschaffen hatte. Eines Tages erhielt er einen ungewöhnlichen Trumpf-Anruf von seinem Bruder Brand, der ihn um Hilfe bat, um einem unbekannten Schatten zu entkommen.
Random machte sich auf den Weg, um Brand aus dem Schatten zu retten, einem Land ohne Sonne, in dem Felsbrocken in komplizierten Mustern umeinander kreisen. Er fand den Turm, in dem Brand eingesperrt war, konnte aber dessen Wächter nicht überwinden. Stachelige Humanoide verfolgten Random durch den Schatten. Auf der Suche nach einem Verbündeten machte er sich auf den Weg zur Erde, in der Hoffnung, Flora würde ihm helfen können. Stattdessen erreicht er den lange als verschollen geglaubten Corwin in Fionas Haus. Random geht insgeheim davon aus, dass die Kreaturen von Corwin geschickt worden sind. Corwins Reaktion auf die Gegner lassen Random allerdings an Cowins Absichten zweifeln, deshalb hilft er ihm nach Amber zu gelangen.
In Amber angekommen steigt Corwin in die Kammer des Musters hinab, um sich auf das Juwel des Geschicks einzustimmen. Das Juwel ist ein mächtiges Artefakt, das Corwin von Eric erhalten hat, als dieser im Sterben lag. Es verleiht seinem Träger unter anderem die Kontrolle über das Wetter in Amber. Er geht das Muster ab und befiehlt ihm dann, ihn in das Juwel zu projizieren. Er wird metaphysisch durch ein höherdimensionales Muster innerhalb des Juwels getragen und taucht mit dem auf, was er als „höhere Oktave“ des Bewusstseins beschreibt.
Corwin teleportiert sich dann zu einem hohen Turm des Schlosses. Nachdem er seine neue Einstimmung auf das Juwel getestet hat, ruft er Flora herbei. Er erfährt, dass die meisten seiner Brüder ihn während seiner Abwesenheit im Schatten gesucht haben – einige, um zu versuchen, ihn zu finden; einige, um Eric in den Tod ihres Vaters Oberon zu verwickeln.
Gérard begleitet Corwin zum Hain des Einhorns, wo Caine getötet wurde. Gérard greift Corwin an, während alle Geschwister durch die Trümpfe dem Kampf folgen. Gérard bricht den Kampf ab und erklärt Corwin, dass Waffenstillstand herrscht, bis der Tod Caines endgültig geklärt ist. Er schwört Corwin, dass er ihn töte, sollte Corwin für den Tod Caines verantwortlich sein. Als Lebensversicherung führt er alle Geschwister an, die Corwin töten werden, sollte Gérard etwas zustoßen.
Corwin arrangiert anschließend ein Familientreffen, damit Random seine Geschichte noch einmal erzählen kann. Obwohl sie nicht ganz von Corwins Unschuld überzeugt sind, stimmen die Geschwister zu, Brand aus seiner Gefangenschaft zu befreien. Brand ist der einzige lebende Mensch, der diese Kreaturen gesehen hat und vielleicht über deren Herkunft ausgeben kann. Mit ihren gemeinsamen Bemühungen sind sie in der Lage, Brand nach Amber zu teleportieren. Brand wird versorgt und erst einmal in sein Zimmer gebracht, um sich zu erholen. In der Nacht wird Brand in seinem Zimmer angegriffen und durch einen Messerstich schwer verletzt. Gérard leistet Erste Hile und schmeißt seine Geschwister aus Brands Raum. Die anderen beraten sich und kommen zu dem Schluss, dass einer von ihnen versucht haben muss, ihren Bruder Brand zu töten.
Die Geschwister diskutieren, wer der mutmaßliche Mörder sein könnte. Fiona weist darauf hin, dass nur sie und Julian vernünftige Verdächtige sind – und sie „von allem außer Bosheit unschuldig“ ist. Sie warnt Corwin auch, dass das Juwel mehr als nur ein Wetterkontrollgerät ist. In Wahrheit ist es ein Artefakt von großer Macht, das sich von der Lebenskraft seines Trägers ernährt. Es bestehe die Möglichkeit, dass dies der Grund für Erics Tod sei.
Corwin verabschiedet sich von seinen Geschwistern und macht sich auf den Weg zu seinen Räumen. Corwin betritt sein Zimmer, bemerkt aber zu spät eine Gestalt, die wohl die Absicht hat, ihn zu erstechen. Die Attacke scheint in Zeitlupe abzulaufen, sodass Corwin sich abwenden kann und der Stich deshalb keine lebenswichtigen Organe verletzt. Trotz allem fällt Corwin in Ohnmacht.
Er erwacht im Bett seines ehemaligen Zuhauses auf der Erde, blutend und dem Tod nahe. Als ihm ein Kissen herunterfällt, bleibt es in der Luft stehen, der Zeitlupeneffekt greift also noch. Corwin vermutet, dass das Juwel die Ursache ist und ihm Lebensenergie entzieht. Er versteckt es im Komposthaufen des Hauses und macht sich auf den Weg zur Straße, in der Hoffnung, per Anhalter zu einem Krankenhaus zu gelangen. Er wird schließlich von Bill Roth abgeholt, einem Anwalt, der ihn als Carl Corey erkennt, den Namen, den Corwin in der Vergangenheit verwendet hatte, um als Mensch durchzugehen. Im Krankenhaus erfährt er, dass sein Autounfall während seiner Flucht aus einer psychiatrischen Anstalt passiert ist, wo er von einem Dr. Hillary B. Rand betreut wurde. Er wird von Random kontaktiert, der ihn nach Amber zurückbringt und sagt, dass Brand aufgewacht ist und mit ihm sprechen möchte.
Brand erzählt Corwin nach und nach, wie er, Bleys und Fiona versuchten Oberon zu stürzen, um den Thron zu beanspruchen. Ein Triumvirat aus Eric, Julian und Caine stellten sich gegen sie. Er behauptet, sich Bleys und Fionas Plan, sich mit den Kräften des Chaos zu verbünden widersprochen zu haben. Er kam auf die Erde, um Corwin als Verbündeten gewinnen zu wollen. Er versuchte als Arzt getarnt, Corwins Erinnerung mittels Schocktherapie wiederherzustellen. Bevor er sein Vorhaben ausführen konnte, verbrachte man ihn in den Turm, in dem Random ihn gefunden hatte. Corwin geht dann nach Tir-na Nog'th, der mysteriösen, mondbeschienenen Stadt des Himmels.
Sein Schwert Grayswandir hat in der mondbeschienenen Stadt besondere Eigenschaften, da es auf der Treppe nach Tir-na Nog'th geschmiedet wurde. Während Random und Ganelon ihn vom Berg Kolvir aus beobachten, steigt er nach Tir-na Nog'th auf und sieht im Thronsaal Dara als Königin, flankiert von Benedict, der eine metallische Armprothese trägt. Diese Traumversion von Dara erzählt ihm ihre Herkunft. Im Laufe eines Kampfs zwischen Benedict und Corwin schlägt ihm dieser den Arm mit der Prothese ab, als Benedict ihn mit diesem Arm bekämpft. Random teleportiert Corwin, der zu unterliegen scheint, zum Berg Kolvir in die reale Welt zurück. Der abgetrennte Arm umklammert noch Corwins Schulter.
Die drei machen sich auf den Weg nach Amber, werden aber durch Schatten gezogen – was in der Nähe von Amber unmöglich sein sollte – und kommen zu einer vergrößerten Version des Hains des Einhorns, wo sie das gleichnamige Tier sehen. Sie werden dorthin zurückgeführt, wo Amber stehen sollte, aber stattdessen gibt es ein Plateau, auf dem sich eine Kopie des Musters befindet. Schockiert erkennen Corwin und Ganelon, dass dies das wahre Urmuster ist, von dem das in Amber nur der erste Schatten, also eine Kopie, ist.

## Ausgaben
- Sign of the Unicorn. Doubleday, 1975, ISBN 0-385-08515-X.
  - Im Zeichen des Einhorns. Heyne, 1977, ISBN 3-453-30466-7.